# Нёйи-ан-Дён
Нёйи́-ан-Дён (фр. Neuilly-en-Dun) — коммуна во Франции, находится в регионе Центр. Департамент — Шер. Входит в состав кантона Санкуэн. Округ коммуны — Сент-Аман-Монтрон.
Код INSEE коммуны — 18161.

## География

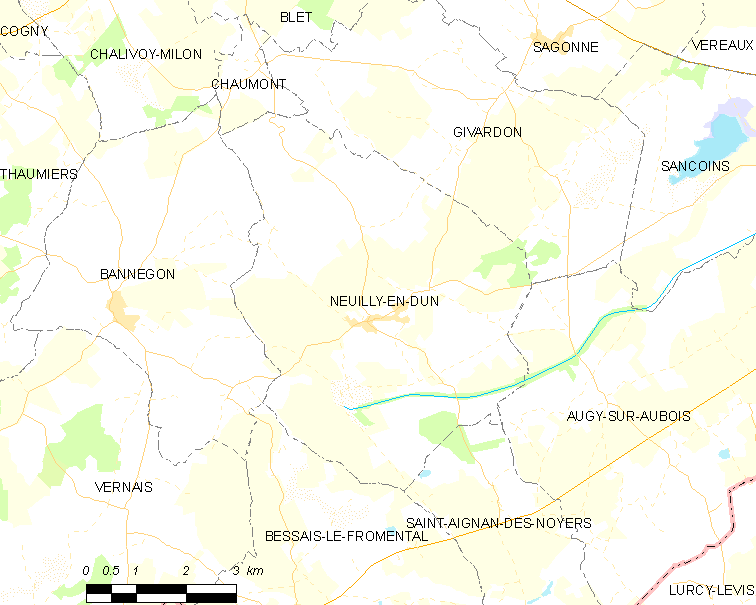
Карта коммуны

Коммуна расположена приблизительно в 230 км к югу от Парижа, в 140 км юго-восточнее Орлеана, в 45 км к юго-востоку от Буржа.
По территории коммуны проходит канал Берри и протекают реки Орон и Сагонен.

## Население
Население коммуны на 2008 год составляло 304 человека.
| 1962 | 1968 | 1975 | 1982 | 1990 | 1999 | 2008 |
| ---- | ---- | ---- | ---- | ---- | ---- | ---- |
| 396  | 397  | 383  | 338  | 277  | 258  | 304  |

## Администрация
| Период | Период | Фамилия     | Партия        | Примечания      |
| ------ | ------ | ----------- | ------------- | --------------- |
|        | 1994   | Пьер Барден | Разные правые | фермер          |
| 1994   | 2001   | Оливье Буба | Разные правые | предприниматель |
| 2001   | 2014   | Серж Бютар  | Разные правые | фермер          |

## Экономика
В 2007 году среди 179 человек в трудоспособном возрасте (15-64 лет) 119 были экономически активными, 60 — неактивными (показатель активности — 66,5 %, в 1999 году было 60,0 %). Из 119 активных работали 107 человек (61 мужчина и 46 женщин), безработных было 12 (4 мужчины и 8 женщин). Среди 60 неактивных 12 человек были учениками или студентами, 19 — пенсионерами, 29 были неактивными по другим причинам.

## Достопримечательности
- Церковь Сен-Рош[фр.] (XII век). Исторический памятник с 1913 года[3]
  - Бронзовый колокол (XIV век). Исторический памятник с 1943 года[4]
  - Крест-реликварий из горного хрусталя (XVII век). Высота — 43 см, ширина — 13 см. Исторический памятник с 1957 года[5]
- Замок Льенес (XVI век). Исторический памятник с 1971 года[6]